# Gourbera
Gourbera – miejscowość i gmina we Francji, w regionie Nowa Akwitania, w departamencie Landy.
Według danych na rok 1990 gminę zamieszkiwały 243 osoby, a gęstość zaludnienia wynosiła 9 osób/km² (wśród 2290 gmin Akwitanii Gourbera plasuje się na 935. miejscu pod względem liczby ludności, natomiast pod względem powierzchni na miejscu 326.).